# The Accidental Detective
The Accidental Detective è un film del 2003 diretto da Vanna Paoli.

## Trama
Un famoso collezionista d'arte, l'americano Aaron Silberman, muore improvvisamente a Firenze in circostanze misteriose. Durante la lettura del testamento, la vedova Esther Ann scopre che suo marito, alcuni giorni prima di morire aveva acquistato un antico palazzo nel centro storico di Firenze. È per questa ragione che il giovane avvocato David Bailey viene incaricato di recarsi a Firenze. Obbiettivo: scoprire la ragione che aveva spinto il ricchissimo collezionista, notoriamente avaro, a spendere, in gran segreto, una simile fortuna. Firenze è una bellissima città' ma nelle notti invernali piove a dirotto e per di più', David, dopo essere stato abbandonato dal taxi in un posto sbagliato, ed essersi perso negli stretti vicoli della città', viene anche investito da una ragazza in bicicletta...
Al giovane, l'acquisto fatto da Silberman non sembra affatto proficuo: l'edificio è quasi fatiscente e la tutele del Ministero dei Beni Culturali rendere' difficile qualsiasi modifica. Che cosa potrebbe celarsi dietro i soffitti di legno o dietro le pareti delle grandi stanze con affreschi sbiaditi e stemmi decadenti? Il giovane non può' fare a meno di notare che le pareti sono piene di buchi come se Silberman stesse cercando qualcosa. Ma che cosa? Passo dopo passo, David entra in contatto con la vecchia nobiltà' fiorentina e con il mondo sotterraneo dei falsari... "non sai che a Firenze si riproduce tutto?".
Il giovane si innamora di Dianora, figlia della Contessa Mazzi Tinghi, antica proprietaria del palazzo... Con l'aiuto di un archivista, di un critico d'arte vagabondo e appassionato, di un architetto un po' speciale e soprattutto di Dianora, David scopre che il suo ricchissimo cliente stava per fare il colpo della sua vita; era sulle tracce di una grande tavola del Botticelli realizzata per le nozze di Amerigo Vespucci e rimasta nascosta per cinque secoli proprio nel palazzo Ridolfi/Salviati acquistato da Silbermann. Con accurati rilievi, una sofisticata analisi elettronica e tanta tenacia, David scopre che la preziosa tavola potrebbe trovarsi in un'intercapedine appositamente creata tra due muri del palazzo.. Un muratore armato di scalpelli e pazienza viene incaricato di demolire la parete e la tavola viene riportata alla luce lasciando tutti ammutoliti e sorpresi ... ma come in tutte le commedie che si rispettino, anche in questo film il finale riserva una sorpresa...

## Produzione
Il film è tratto da un libro di Cristina Acidini dal titolo "la scritta sul vetro". È stato prodotto dalla Corvo Cinematografica e terminato con l'aiuto di Mariano Arditi. Il film vanta un cast internazionale con attori provenienti da vari paesi. David Kriegel, Thomas Arana dagli Stati Uniti, Sarah Miles e sir Donald Sinden dalla Gran Bretagna, Philippe Leroy dalla Francia. Vi ha partecipato anche una folta schiera di attori italiani tra cui Franco Interlenghi nei panni dell'antiquario Nardini, Sergio Fantoni in quelli del notaio Baroni, da Cristina Moglia nei panni di Dianora Mazzi Tinghi, da Bustric (Sergio Bini), che interpreta il maggiordomo della contessa Mazzi Tinghi, da Carlo Monni, caposervizio della Galleria Palatina, da Paolo Bonacelli che è il direttore della Galleria Palatina, e da Anna Campori che è la Gegia. L'architetto Maurizio Seracini interpreta se stesso nel ruolo del tecnico che esegue la termovisione. Il film si è avvalso, per i ruoli minori anche di tanti altri noti caratteristi.

## Curiosità
- La presunta tavola del Botticelli: Diana bacia Endimione a Diacere è stata eseguita dalla restauratrice fiorentina Caterina Toso, secondo le tecniche del Botticelli, sotto la supervisione di Cristina Acidini, al tempo della lavorazione del film, Soprintendente all'Opificio delle Pietre Dure di Firenze e autrice del romanzo La scritta sul vetro da cui il film è liberamente tratto. IL dipinto è stato realizzato su legno proveniente dal restauro del soffitto di un antico palazzo fiorentino, la tavola è stata preparata dallo Studio4 di Firenze.
- L'altra tavola del film, riproduzione del quadro del Botticelli: Venere e Marte, il cui originale si trova alla National Gallery di Londra ci è stata realizzata da Alfio del Serra e da lui stesso messa a disposizione del film. La termovisione è stata realizzata a cura dell'Architetto Maurizio Seracini, e da lui stesso interpretata. La dimostrazione relativa alla Dama con il Liocorno di Raffaello è stata eseguita dallo stesso architetto Serafini e l'inserimento nel film delle immagini relative alle indagini diagnostiche del quadro di Raffaello è stato possibile grazie alla collaborazione della soprintendenza del patrimonio storica, artistico e demoetnoantropologico di Roma e della Galleria Borghese di Roma. Autori dei testi Alba Costamagna, Maurizio Seracini.